# 米春霖旧居
米春霖旧居建于1920年，是原黑龙江督军署副官长、吉林军械厂厂长、奉天将军公署兵部处处长、哈尔滨特警处处长、东三省兵工厂总办、辽宁省政府代理主席米春霖在天津的故居。位于当时的天津英租界的加的夫道（Cardiff Road）（今和平区长沙路93号），该建筑目前是一般保护等级历史风貌建筑。

## 建筑
米春霖旧居建于上世纪二十年代，是一座折中主义建筑三层砖木混合结构风格楼房，建筑顶部设有老虎窗，外立面为混水墙面。建筑首层设有拱圈形门窗，建筑内部房间宽敞明亮，设有高级木料制成的门窗和楼梯。米春霖曾于1932年和1937年之后居住在此地。